# Ansariyya
La tariqa Ansariyya (anomenada sovint secta dels Ansars) fou la continuació del moviment religiós mahdista al Sudan. Fou encoratjada pels britànics a partir de 1920 i va donar suport al partit Umma, fundat el 1945. Estava dirigida pel sàyyid Abd al-Rahman ibn al-Mahdi, fill del mahdí Muhàmmad Àhmad, fins a la seva mort el 1959. El sàyyid al-Saddiq al-Mahdi ibn Abd al-Rahman fou l'imam de la tariqa durant dos anys, morint el 2 d'octubre de 1961 i el va succeir el seu germà el sàyyid al-Hadi al-Mahdi, mentre el seu jove nebot, fill d'al-Saddiq, anomenat també Saddiq al-Mahdi, va agafar la direcció de l'Umma; el 2002 va agafar també la direcció de la tariqa.